# Persone di nome Il'ja
| Questa pagina contiene informazioni ricavate automaticamente dalle voci biografiche con l'ausilio del template Bio e di un bot. L'aggiornamento è periodico e automatico e ricostruisce completamente la pagina. Se manca una persona in questa lista, sei pregato di non aggiungerla, ma accertati piuttosto che la sua voce biografica contenga il template Bio e che i dati anagrafici siano correttamente compilati. Se il template Bio manca, inseriscilo tu stesso o, in alternativa, metti l'avviso {{tmp\|Bio}} che ne segnala la mancanza. Se i dati riportati sono sbagliati, correggi direttamente la voce biografica; le modifiche saranno visibili in questa lista entro pochi giorni. Per chiarimenti vedi il progetto antroponimi. La lista contiene solo le 96 persone che sono citate nell'enciclopedia e per le quali è stato implementato correttamente il template Bio. Pagina aggiornata al 16 ott 2024. |

Questa è una lista di persone presenti nell'enciclopedia che hanno il prenome Il'ja, suddivise per attività principale.

## Allenatori di calcio(1)
- Il'ja Cymbalar', allenatore di calcio e calciatore sovietico (Odessa, n. 1969 - Odessa, † 2013)

## Altisti(1)
- Il'ja Ivanjuk, altista russo (Krasnyj, n. 1993)

## Artisti(1)
- Iliazd, artista sovietico (Tbilisi, n. 1894 - Parigi, † 1975)

## Biologi(2)
- Il'ja Ivanovič Ivanov, biologo russo (Ščigry, n. 1870 - Almaty, † 1932)
- Il'ja Il'ič Mečnikov, biologo e immunologo ucraino (Kharkiv, n. 1845 - Parigi, † 1916)

## Bobbisti(2)
- Il'ja Ivanov, ex bobbista russo (n. 1986)
- Il'ja Malych, bobbista, ex velocista e ex ostacolista russo (Mosca, n. 1991)

## Calciatori(24)
- Il'ja Agapov, calciatore russo (Kazan', n. 2001)
- Il'ja Berkovskij, calciatore russo (Omsk, n. 2000)
- Il'ja Bykovskij, calciatore russo (Ljubercy, n. 2001)
- Il'ja Gaponov, calciatore russo (Orël, n. 1997)
- Il'ja Gul'tjaev, ex calciatore russo (Vologda, n. 1988)
- Il'ja Abaev, ex calciatore russo (Mosca, n. 1981)
- Il'ja Iškov, calciatore russo (Ekaterinburg, n. 2005)
- Il'ja Kamyšev, calciatore russo (Novotroick, n. 1997)
- Il'ja Kucharčuk, calciatore russo (Kostroma, n. 1990)
- Il'ja Kutepov, calciatore russo (Stavropol', n. 1993)
- Il'ja Lantratov, calciatore russo (Prochorovka, n. 1995)
- Il'ja Maksimov, ex calciatore russo (Nižnij Novgorod, n. 1987)
- Il'ja Martynov, calciatore russo (Rostov sul Don, n. 2000)
- Il'ja Pomazun, calciatore russo (Kaliningrad, n. 1996)
- Il'ja Rožkov, calciatore russo (Zelenodol'sk, n. 2005)
- Il'ja Sadygov, calciatore russo (Chimki, n. 2000)
- Il'ja Samošnikov, calciatore russo (Mosca, n. 1997)
- Il'ja Skrobotov, calciatore russo (San Pietroburgo, n. 2000)
- Il'ja Stefanovič, calciatore ucraino (Dnipropetrovs'k, n. 1996)
- Il'ja Svinov, calciatore russo (Togliatti, n. 2000)
- Il'ja Vachanija, calciatore russo (San Pietroburgo, n. 2001)
- Il'ja Vaganov, ex calciatore russo (San Pietroburgo, n. 1989)
- Il'ja Zuev, calciatore russo (San Pietroburgo, n. 1994)
- Il'ja Žigulëv, calciatore russo (Severskaja, n. 1996)

## Canoisti(2)
- Il'ja Pervuchin, canoista russo (Tver', n. 1991)
- Il'ja Štokalov, canoista russo (Pobeda, n. 1986)

## Cantanti(1)
- Il'ja Valer'evič Kormil'cev, cantante e chitarrista russo (Ekaterinburg, n. 1959 - Londra, † 2007)

## Cestisti(1)
- Il'ja Popov, cestista russo (San Pietroburgo, n. 1995)

## Ciclisti su strada(1)
- Il'ja Koševoj, ex ciclista su strada e pistard bielorusso (Minsk, n. 1991)

## Danzatori su ghiaccio(1)
- Il'ja Averbuch, ex danzatore su ghiaccio russo (Mosca, n. 1973)

## Direttori d'orchestra(1)
- Il'ja Musin, direttore d'orchestra russo (n. 1904 - † 1999)

## Fisici(2)
- Il'ja Michajlovič Frank, fisico sovietico (San Pietroburgo, n. 1908 - Mosca, † 1990)
- Il'ja Michajlovič Lifšic, fisico sovietico (Charkiv, n. 1917 - Mosca, † 1982)

## Fondisti(3)
- Il'ja Černousov, fondista russo (Novosibirsk, n. 1986)
- Il'ja Poroškin, fondista russo (n. 1995)
- Il'ja Semikov, fondista russo (Ust'-Cil'ma, n. 1993)

## Giocatori di calcio a 5(1)
- Il'ja Samochin, giocatore di calcio a 5 russo (Mosca, n. 1970 - Mosca, † 2014)

## Giornalisti(1)
- Il'ja Grigor'evič Ėrenburg, giornalista e scrittore sovietico (Kiev, n. 1891 - Mosca, † 1967)

## Goisti(1)
- Il'ja Šikšin, goista russo (Kazan', n. 1990)

## Hockeisti su ghiaccio(4)
- Il'ja Bryzgalov, ex hockeista su ghiaccio russo (Togliatti, n. 1980)
- Il'ja Koval'čuk, hockeista su ghiaccio russo (Tver', n. 1983)
- Il'ja Nikulin, hockeista su ghiaccio russo (Mosca, n. 1982)
- Il'ja Sorokin, hockeista su ghiaccio russo (Meždurečensk, n. 1995)

## Informatici(1)
- Il'ja Žitomirskij, programmatore e imprenditore russo (Mosca, n. 1989 - San Francisco, † 2011)

## Ingegneri(1)
- Il'ja Florent'evič Florov, ingegnere aeronautico e ufficiale sovietico (Novočerkassk, n. 1908 - † 1983)

## Insegnanti(1)
- Il'ja Nikolaevič Ul'janov, insegnante e politico russo (Astrachan', n. 1831 - Simbirsk, † 1886)

## Librettisti(1)
- Il'ja Fëdorovič Tjumenev, librettista, compositore e artista russo (San Pietroburgo, n. 1855 - Leningrado, † 1927)

## Marciatori(1)
- Il'ja Markov, ex marciatore russo (Asbest, n. 1972)

## Martellisti(1)
- Il'ja Konovalov, ex martellista russo (Yefrosimovka, n. 1971)

## Matematici(1)
- Il'ja Pjateckij-Šapiro, matematico israeliano (Mosca, n. 1929 - Tel Aviv, † 2009)

## Medici(1)
- Il'ja Grigor'evič Ioff, medico russo (Astrachan', n. 1897 - Stavropol', † 1953)

## Militari(1)
- Il'ja Leonidovič Tatiščev, militare e nobile russo (San Pietroburgo, n. 1859 - Ekaterinburg, † 1918)

## Multiplisti(1)
- Il'ja Škurenëv, multiplista russo (Volgograd, n. 1991)

## Musicisti(1)
- Il'ja Najšuller, musicista e regista russo (Mosca, n. 1983)

## Nuotatori(2)
- Il'ja Borodin, nuotatore russo (n. 2003)
- Il'ja Šymanovič, nuotatore bielorusso (n. 1994)

## Pallavolisti(2)
- Il'ja Savel'ev, ex pallavolista sovietico (Mosca, n. 1971)
- Il'ja Vlasov, pallavolista russo (Kumertau, n. 1995)

## Pattinatori artistici su ghiaccio(1)
- Il'ja Kulik, ex pattinatore artistico su ghiaccio russo (Mosca, n. 1977)

## Pentatleti(1)
- Il'ja Frolov, pentatleta russo (Samara, n. 1984)

## Pianisti(1)
- Il'ja Maksimov, pianista russo (Sverdlovsk, n. 1987)

## Pittori(4)
- Il'ja Sergeevič Glazunov, pittore russo (Leningrado, n. 1930 - Mosca, † 2017)
- Il'ja Ivanovič Maškov, pittore russo (Michajlovskaja, n. 1881 - Mosca, † 1944)
- Il'ja Semënovič Ostrouchov, pittore russo (Mosca, n. 1858 - Mosca, † 1929)
- Il'ja Efimovič Repin, pittore e scultore russo (Čuhuïv, n. 1844 - Kuokkala, † 1930)

## Poeti(2)
- Il'ja L'vovič Sel'vinskij, poeta sovietico (Sinferopoli, n. 1899 - Mosca, † 1968)
- Il'ja Semënovič Tuktaš, poeta, scrittore e giornalista russo (Bol'šie Toktaši, n. 1907 - Čeboksary, † 1957)

## Politici(4)
- Il'ja Andreevič Bezborodko, politico e generale russo (n. 1756 - San Pietroburgo, † 1815)
- Il'ja Jašin, politico russo (Mosca, n. 1983)
- Il'ja Sergeevič Krašeninnikov, politico russo (n. 1847 - Pietrogrado, † 1920)
- Il'ja Ponomarëv, politico russo (Mosca, n. 1975)

## Registi(4)
- Il'ja Aleksandrovič Averbach, regista sovietico (Leningrado, n. 1934 - Mosca, † 1986)
- Il'ja Abramovič Frėz, regista cinematografico sovietico (Roslavl', n. 1909 - Mosca, † 1994)
- Il'ja Jakovlevič Gurin, regista sovietico (Charkiv, n. 1922 - Mosca, † 1994)
- Il'ja Saulovič Ol'švanger, regista sovietico (Pietrogrado, n. 1923 - Leningrado, † 1979)

## Saltatori con gli sci(2)
- Il'ja Man'kov, saltatore con gli sci russo (Nižnij Tagil, n. 2003)
- Il'ja Rosljakov, ex saltatore con gli sci russo (Murmansk, n. 1983)

## Scacchisti(4)
- Il'ja Abramovič Kan, scacchista russo (Kujbyšev, n. 1909 - Mosca, † 1978)
- Il'ja Leont'evič Rabinovič, scacchista russo (San Pietroburgo, n. 1891 - Perm', † 1942)
- Il'ja Smiryn, scacchista israeliano (Vicebsk, n. 1968)
- Il'ja Stepanovič Šumov, scacchista russo (Arcangelo, n. 1819 - Sebastopoli, † 1881)

## Schermidori(1)
- Il'ja Mokrecov, schermidore russo (Kazan', n. 1984)

## Sciatori freestyle(1)
- Il'ja Burov, sciatore freestyle russo (n. 1991)

## Scrittori(1)
- Il'ja Arnol'dovič Il'f, scrittore sovietico (Odessa, n. 1897 - Mosca, † 1937)

## Tennisti(1)
- Il'ja Ivaška, tennista bielorusso (Minsk, n. 1994)

## Tuffatori(2)
- Il'ja Molčanov, tuffatore russo (Mosca, n. 1997)
- Il'ja Zacharov, tuffatore russo (Leningrado, n. 1991)

## Violinisti(1)
- Il'ja Grubert, violinista sovietico (Riga, n. 1954)

## Wrestler(1)
- Il'ja Dragunov, wrestler russo (Mosca, n. 1993)